# François Fosca
François Fosca, pseudoniem van Georges de Traz (Parijs, 30 augustus 1881 - Genève, 9 maart 1980), was een Zwitsers schrijver, kunstschilder, kunstcriticus en onderwijzer.

## Biografie

### Afkomst en opleiding
François Fosca was een zoon van Edouard de Traz, die ingenieur was, en van de Franse Madeleine Gaume. Hij was een broers van Robert de Traz. Als autodidact genoot hij een schildersvorming in diverse Parijse en Italiaanse ateliers.

### Carrière

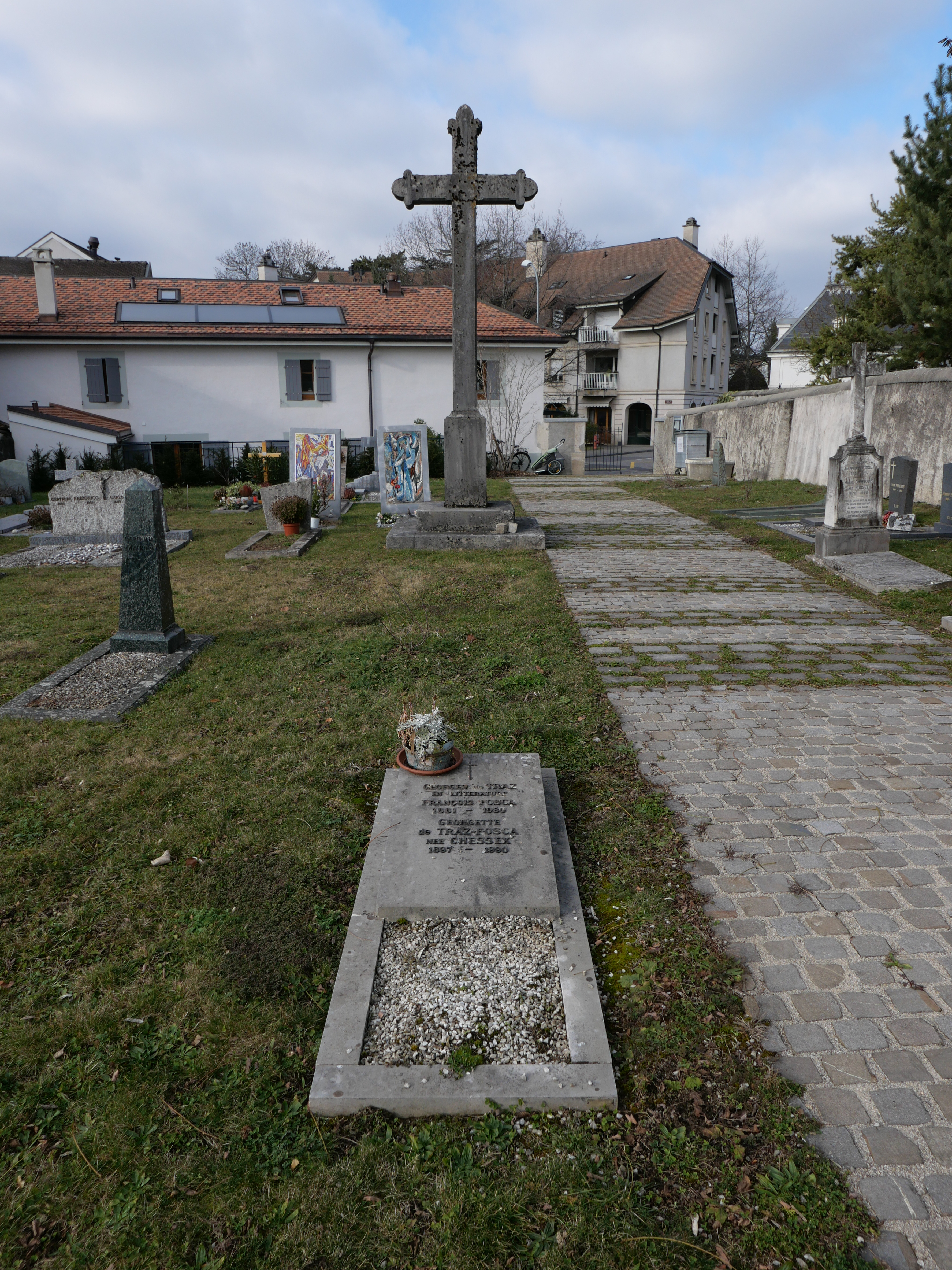
Graf van François Fosca op de begraafplaats van Pregny.

In zijn begindagen was Fosca vooral actief als kunstschilder en illustrator. Tussen 1910 en 1921 exposeerde hij meermaals, zowel in Zwitserland als in het buitenland. Hij was verbonden aan La Voile latine van 1904 tot 1910. Naderhand legde hij zich voornamelijk toe op het schrijven van romans, zoals Monsieur Quatorze uit 1923.
Van 1944 tot 1953 was Fosca leraar kunstgeschiedenis aan de architectuuracademie en de academie voor schone kunsten in Genève. Hij schreef monografieën over diverse schilders, waaronder Maurice Barraud (1927). Andere werken van zijn hand zijn Histoire de la peinture suisse (1945) en La Montagne et les peintres (1960). Hij stond weigerachtig ten aanzien van moderne kunst, wat met name terugkomt in zijn werk La Peinture, qu'est-ce que c'est? (1947).

## Werken
- (fr)  Maurice Barraud (1927).
- (fr)  Histoire de la peinture suisse (1945).
- (fr)  La Peinture, qu'est-ce que c'est? (1947).
- (fr)  La Montagne et les peintres (1960).